# Regina Jaquess
Regina Jaquess (Atlanta, 7 giugno 1984) è una sciatrice nautica statunitense, detentrice del record del mondo di slalom con 2 boe a 10.25m.

## Storia

### Inizi
Regina Jaquess nasce ad Atlanta, in Georgia, il 7 giugno 1984.
Regina inizia a sciare molto presto, all'età di appena due anni e mezzo.
Muove i primi passi nel mondo dello sci nautico sotto gli insegnamenti del padre.

### I primi successi
Quando va a studiare in Florida, a Santa Rosa Beach, ha la fortuna di essere ospitata da Cory Pickos, sciatore pluri decorato al livello mondiale nelle figure. A 16 anni, grazie soprattutto agli insegnamenti di quest'ultimo, che come dice lei stessa, l'ha saputa motivare com nessun altro, vince il suo primo titolo mondiale nelle figure. A 17, risultato degli insegnamenti dei leggendari Jim e Michael McCormick, raggiunge in gara la stupefacente misura nel salto di 171 piedi, equivalenti a 52.10 metri. Misura che non avrebbe più superato.

### Carriera
Una volta finito il dottorato in farmacia presso la University of Louisiana at Monroe, Regina torna in acqua a tempo pieno conseguendo numerosissimi successi. Tra i più clamorosi senz'altro i quattro ori alle Olimpiadi del 1999, in tutte e quattro le discipline. L'anno dopo consegue quattro ori anche nei Pan American. Nello stesso anno vince tre ori ai Mondiali in slalom, salto e combinata. Negli anni successivi continua ad affermare la propria superiorità in tutte e tre le discipline nei trofei nazionali e mondiali fino alla sua vittoria al mondiale del 2005 nello slalom e ai quattro ori agli U.S.Open